# Binna Burra
Binna Burra is een nederzetting gelegen in het Nationaal park Lamington in Queensland, Australië. De nederzetting is gelegen in het noordoostelijk deel van het Lamington Plateau, ca. 75 km ten zuiden van Brisbane. Het maakt deel uit van het Werelderfgoedgebied Centraaloostelijk Regenwoud Reservaat. Binna Burra is via een bergachtige weg bereikbaar vanuit Beechmont.
De vegetatie varieert van subtropisch en gematigd regenwoud tot droog eucalyptusbos. Binna Burra heeft een bezoekerscentrum, café, herberg, camping en picknickfaciliteiten. Binna Burra is een voor natuurliefhebbers uniek wandelgebied. Er lopen wandelpaden naar de bovenloop van de Coomera River, naar de Coomera Gorge, de Ship Stern Range en de nederzetting O'Reillys.
Toen de regering van Queensland het omringende land aankocht om de omvang van het nationale park te vergroten bleef Binna Burra in privéhanden. De naam is van Aboriginal oorsprong. Het woord betekent "waar de beuk groeit", een verwijzing naar de standplaats van de Antarctische beuk (Nothofagus moorei) die in het nabijgelegen regenwoud groeit.